# Dionyskirche (Stadtoldendorf)

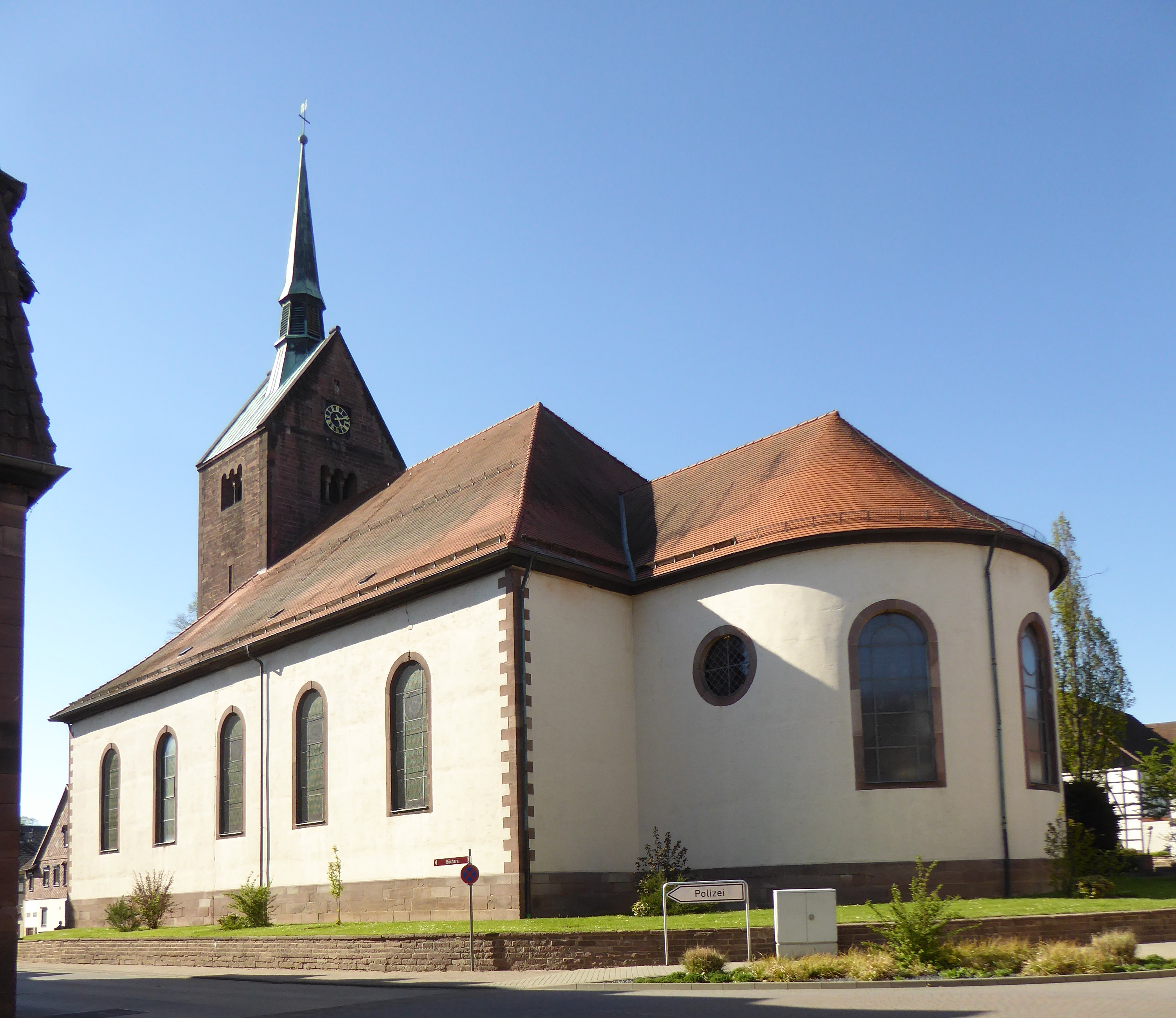
Dionyskirche

Die evangelisch-lutherische denkmalgeschützte Dionyskirche steht in Stadtoldendorf, einer Stadt im Landkreis Holzminden in Niedersachsen. Die Kirchengemeinde gehört zum Kirchenkreis Holzminden-Bodenwerder im Sprengel Hildesheim-Göttingen der Evangelisch-lutherischen Landeskirche Hannovers.

## Beschreibung
Eine zum Bistum Paderborn gehörige Pfarrkirche wurde bereits 1186 genannt. Die heutige Saalkirche aus roten Quader- und Bruchsteinen wurde 1793/94 anstelle eines baufälligen dreischiffigen romanischen Baues aus dem 12. Jahrhundert neu errichtet. Die Apsis wurde erst 1857 angefügt. Zunächst wurde der spätromanische Kirchturm beibehalten. 1904/05 wurde er aus Quadermauerwerk erneuert. Sein oberstes Geschoss hat Triforien als Klangarkaden, in dem sich der Glockenstuhl mit vier Kirchenglocken befindet, von denen die älteste bereits 1652 gegossen wurde. Er ist bedeckt mit einem Satteldach, aus dem sich in der Mitte ein Dachreiter erhebt. Das verputzte, mit Ecksteinen versehene Kirchenschiff ist ebenfalls mit einem Satteldach bedeckt, das im Osten abgewalmt ist. Der Innenraum ist mit einer Flachdecke auf zwei Reihen Stützen überspannt. Die Kirche erhielt 1963 eine Empore für die von Ott gebaute Orgel.